# Miricetina O-metiltransferasi
La miricetina O-metiltransferasi è un enzima appartenente alla classe delle transferasi, che catalizza la seguente reazione:
2 S-adenosil-L-metionina + miricetina ⇄ 2 S-adenosil-L-omocisteina + siringetina
L'enzima di Catharanthus roseus (pervinca del Madagascar) è insolito, in quanto opera due metilazioni dello stesso substrato. Inoltre catalizza la metilazione della diidromiricetina.